# Henri de Lorraine, duc de Mayenne
Henri de Lorraine, duc de Mayenne (* 20. Dezember 1578 in Dijon; † 20. September 1621 bei der Belagerung von Montauban), auch Henri de Mayenne, war ein französischer Adeliger und Militär.

## Leben
Er war der Sohn von Charles II. de Lorraine, duc de Mayenne, und Henriette de Savoie-Villars, Tochter von Honorat II. de Savoie, marquis de Villars. Er gehörte dem Hause Lorraine-Vaudémont an, genauer, dessen jüngerem Zweig, dem Haus Guise und hier der Seitenlinie von Mayenne.
Er wurde Baron und 1599 Duc d’Aiguillon, durch den Tod seines Vaters am 4. November 1611. Duc de Mayenne, Marquis de Villars, Comte du Maine, Comte de Tende und de Sommerive. Gleichzeitig wurde er Pair de France. Dazu erbte er das Hôtel de Mayenne in Paris.
Als nach der Ermordung Heinrichs IV. am 14. Mai 1610 dessen Witwe Maria de’ Medici die Regentschaft für den unmündigen Ludwig XIII. übernommen hatte und sich dazu auf ihren Günstling Concino Concini stützte, kam es zu einer Neuausrichtung der Spanienpolitik Frankreichs, die durch eine Doppelhochzeit zwischen Marias und Philipps III. von Spanien beiden jeweils ältesten Kindern abgesichert werden sollte: Ludwig XIII. (* 1601) sollte die Infantin Ana de Austria heiraten, (* 1601), der Infant Felipe de Austria (* 1605), der spätere König Philipp IV. Ludwigs Schwester Élisabeth de Bourbon (* 1602, in Spanien Isabel de Borbon y Médicis genannt). Im Sommer 1612 wurden Henri de Mayenne und Pierre Brûlart de Sillery  beauftragt, als Ambassadeurs extraordinaires die Eheverträge zu unterzeichnen – der Akt erfolgte am 22. August 1612 in Madrid.
Henri de Mayenne war bei der Krönung von König Louis XIII. anwesend und zog mit diesem in den Krieg gegen die Hugenotten. Bei der Belagerung von Montauban wurde Mayenne von einer Musketenkugel im Auge getroffen, als er sich in einem der Belagerungsgräben aufhielt. An dieser Verwundung ist er gestorben.
Er wurde in der Kirche des Carmes in Aiguillon bestattet.
Im Februar 1599 hatte er in Soissons Henriette de Nevers (1571–1601), Tochter von Louis IV., Duc de Nevers und Rethel und Henriette de Clèves geheiratet. Da die Ehe kinderlos blieb, ist dieser Zweig des Hauses Guise im Mannesstamm erloschen.